# Осинники
Оси́нники (рос. Осинники) — місто, центр Осинниківського міського округу Кемеровської області, Росія.

## Населення
Населення — 46001 особа (2010; 51057 у 2002).